# Jackson megye (Oregon)
Jackson megye az Amerikai Egyesült Államokban, azon belül Oregon államban található. Megyeszékhelye és legnagyobb városa Medford. Lakosainak száma 223 259 fő (2020. április 1.).

## Szomszédos megyék
- Douglas megye (észak)
- Klamath megye (kelet)
- Siskiyou megye (dél)
- Josephine megye (nyugat)

## Népesség
A megye népességének változása:
| Lakosok száma | 203 428 | 204 800 | 206 512 | 208 545 | 212 567 | 223 259 |
|               | 2010    | 2011    | 2012    | 2013    | 2015    | 2020    |